# Ararat (prowincja)
Ararat (orm. Արարատի մարզ; [ɑɾɑˈɾɑt]ⓘ) – jedna z dziesięciu prowincji w Armenii. Leży w południowej części kraju.
Prowincja ma powierzchnię 2003 km² i liczy ok. 185 tys. mieszkańców. Jej stolicą jest Artaszat.

## Geografia
Prowincja Ararat składa się z 4 gmin miejskich i 93 gmin wiejskich:

### Gminy miejskie
- Artaszat
- Ararat
- Masis
- Wedi